# Senátorský klub ANO 2011
Senátorský klub ANO 2011, dříve existující pod názvy Senátorský klub ANO a SOCDEM, Senátorský klub PROREGION, Senátorský klub ANO + Severočeši.cz a Senátorský klub ANO a ČSSD, sdružuje senátory hnutí ANO a hnutí PŘÍSAHA v české horní komoře Senátu Parlamentu ČR.

## Současné složení
V řádných senátních volbách v roce 2024 obhajovalo hnutí ANO 1 mandát a získalo 8 mandátů. Za Sociální demokracii obhajoval 1 mandát Petr Vícha (v roce 2025 ze strany vystoupil) a ten také obhájil. Do klubu také vstoupil novopečený senátor Robert Šlachta, předseda hnutí Přísaha. Celkový počet členů klubu se tak zvýšil na 14 a vzhledem k dominantnímu postavení hnutí ANO byl přejmenován na Senátorský klub ANO 2011. 
Předsedkyně: Jana Mračková Vildumetzová
Místopředsedové: Ladislav Václavec, Petr Vícha
| senátní obvod      | jméno                      | politická příslušnost | volební strana | zvolen                 |
| ------------------ | -------------------------- | --------------------- | -------------- | ---------------------- |
| 01 – Karlovy Vary  | Věra Procházková           | ANO                   | ANO            | 2022                   |
| 02 – Sokolov       | Jana Mračková Vildumetzová | ANO                   | ANO            | 2024                   |
| 11 – Domažlice     | Jan Látka                  | ANO                   | ANO            | 2024                   |
| 29 – Litoměřice    | Ondřej Štěrba              | ANO                   | ANO            | 2024                   |
| 32 – Teplice       | Jan Schiller               | ANO                   | ANO            | 2024                   |
| 62 – Prostějov     | František Jura             | ANO                   | ANO            | 2024                   |
| 64 – Bruntál       | Ladislav Václavec          | nestraník             | ANO            | 2016, 2022             |
| 68 – Opava         | Tomáš Navrátil             | ANO                   | ANO            | 2024                   |
| 71 – Ostrava-město | Martin Bednář              | ANO                   | ANO            | 2024                   |
| 75 – Karviná       | Ondřej Feber               | ANO                   | ANO            | 2020                   |
| 80 – Zlín          | Oldřich Hájek              | nestraník             | ANO            | 2024                   |
| 73 – Frýdek-Místek | Zdeněk Matušek             | nestraník             | ČSSD, ANO      | 2022                   |
| 56 – Břeclav       | Róbert Šlachta             | PŘÍSAHA               | PŘÍSAHA        | 2024                   |
| 74 – Karviná       | Petr Vícha                 | nestraník             | SOCDEM         | 2006, 2012, 2018, 2024 |

## Historie
| Období      | Název klubu                      | Počet členů | Předseda                   | Místopředsedové               |
| ----------- | -------------------------------- | ----------- | -------------------------- | ----------------------------- |
| 2024 -      | ANO                              | 14          | Jana Mračková Vildumetzová | Ladislav Václavec, Petr Vícha |
| 2022 - 2024 | ANO a ČSSD, později ANO a SOCDEM | 6           | Miroslav Adámek            | Petr Vícha, Ladislav Václavec |
| 2020 - 2022 | PROREGION                        | 9           | Jaroslav Větrovský         | Miroslav Adámek, Petr Vícha   |
| 2018 - 2020 | ANO                              | 8           | Zdeňka Hamousová           | Jaroslav Větrovský            |
| 2016 - 2018 | ANO                              | 7           | Zdeňka Hamousová           | Jaroslav Větrovský            |
| 2014 - 2016 | ANO + Severočeši.cz              | 5           | Zdeňka Hamousová           | Alena Dernerová               |

### Volební období 2014–2016
Senátorský klub ANO vznikl po volbách v roce 2014. Kandidáti hnutí ANO v něm získali celkem 4 mandáty. Klub v tomto období existoval pod názvem Senátorský klub ANO + Severočeši.cz a jeho členkou byla i Alena Dernerová zvolená v roce 2014 za hnutí Severočeši.cz.

### Volební období 2016–2018
Ve volbách v roce 2016 získalo hnutí ANO 3 mandáty. Senátorce Aleně Dernerové zanikl po volbách její mandát, jelikož byly volby v obvodu Most zneplatněny rozhodnutím Nejvyššího správního soudu. Svůj mandát obhájila v opakovaných volbách v lednu 2017. Po opakovaných volbách své členství v klubu neobnovila a zůstala nezařazenou senátorkou. 
Po sněmovních volbách v roce 2017 přišel klub o senátora za Trutnovsko Jiřího Hlavatého. Ten byl zvolen poslancem a v souladu s neslučitelností funkcí mu podle Ústavy ČR zanikl mandát senátora. Přestože byl na kandidátce do sněmovních voleb, tak podle svých poslancem být nechtěl. V doplňovacích volbách proto kandidoval znovu, ale byl v druhém kole poražen starostou Vrchlabí Janem Sobotkou. 

### Volební období 2018–2020
Hnutí ANO získalo v řádných volbách v roce 2018 pouze jeden mandát na Šumpersku. Začátkem roku 2019 vstoupil do klubu bývalý ministr průmyslu a obchodu Jiří Cieńciała, který byl do roku 2018 členem Klubu nezávislých senátorů. V únoru rezignovala na svůj mandát ze zdravotních důvodů Zuzana Baudyšová.

### Volební období 2020-2022
Po říjnových senátních volbách v roce 2020 získalo hnutí ANO pouze jediného senátora – Ondřeje Febera. Zároveň skončil mandát Zdeňce Hamousové a Peteru Kolibovi. Sociální demokracie ztratila všech 10 mandátů, které v těchto volbách obhajovala a počet členů Senátorského klubu ČSSD klesl pod počet nutný pro existenci klubu. Tři zbývající senátoři po volbách vstoupili do dosavadního klubu hnutí ANO, který se následně přejmenoval na Senátorský klub PROREGION.
| Jméno              | Volební obvod      | zvolen | konec mandátu | volební strana | poznámka                                                                   |
| ------------------ | ------------------ | ------ | ------------- | -------------- | -------------------------------------------------------------------------- |
| Alena Dernerová    | 4 – Most           | 2010   | 2016          | S.cz           | členkou klubu v letech 2014–2016                                           |
| Zdeňka Hamousová   | 6 – Louny          | 2014   | 2020          | ANO            | neobhájila mandát v roce 2020                                              |
| Zuzana Baudyšová   | 24 – Praha 9       | 2014   | 2019          | ANO            | rezignovala v lednu 2019 ze zdravotních důvodů                             |
| Jiří Hlavatý       | 39 – Trutnov       | 2014   | 2017          | ANO            | konec mandátu v roce 2017 kvůli neslučitelnosti funkcí                     |
| Peter Koliba       | 72 – Ostrava-město | 2014   | 2020          | ANO            | neobhájil mandát v roce 2020                                               |
| Jaroslav Větrovský | 13 – Tábor         | 2016   | 2022          | ANO            | neobhájil mandát v roce 2022                                               |
| Jiří Dušek         | 58 – Brno-město    | 2016   |               | ANO            | ve volbách 2022 kandidoval jako nestraník za ODS, vstoupil do jejího klubu |
| Jaromír Strnad     | 40 – Kutná hora    | 2016   | 2022          | ČSSD           | neobhájil mandát v roce 2022                                               |
| Jan Žaloudík       | 55 – Brno-město    | 2016   | 2022          | ČSSD           | neobhajoval mandát v roce 2022                                             |
| Jiří Cieńciała     | 73 – Frýdek-Místek | 2016   | 2022          | „OSN“          | neobhajoval mandát v roce 2022                                             |